# Jangtseplatte

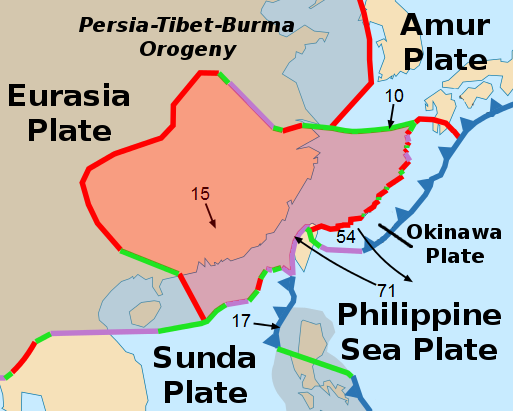
Die Jangtseplatte

Die Jangtseplatte, auch Südchina-(Sub)Platte oder Huananplatte, ist eine tektonische Platte im südöstlichen China und dem westlichen Pazifik. Benannt ist sie nach dem Fluss Jangtsekiang, der ihren Nordteil durchfließt. Sie hat eine Fläche von etwa 2,2 Millionen km² und bedeckt damit 0,43 % der Erdoberfläche. Das macht sie zu einer der zwanzig größten Lithosphärenplatten. Pro Jahr bewegt sie sich etwa 15 Millimeter nach Südosten.

## Geografie
Auf der Platte liegen die chinesischen Provinzen Hunan, Jiangxi, Fujian und Zhejiang, große Teile der Provinzen Guangdong und Hubei sowie Teile der Provinzen Anhui, Henan, Guizhou und des autonomen Gebiets Guangxi; außerdem der Großteil des Ostchinesischen Meeres, die Formosastraße bis zur Westküste Taiwans und der nordöstliche Teil des Südchinesischen Meeres (Grenzverlauf womöglich weiter nördlich).
Begrenzt wird die Jangtseplatte im Norden und Westen von der Eurasischen Platte, zu der sie manchmal als Subplatte gezählt wird. Im Südosten befindet sich die Sundaplatte, gegenüber der sich die Jangtseplatte entlang einer sinistralen (linkssinnigen) Verwerfung um 15 mm/Jahr verschiebt. Im Osten hat sie eine divergierende Plattengrenze mit der Okinawaplatte, die einzige klar definierte Plattengrenze der Jangtseplatte. Außerdem grenzt sie im Nordosten an die Amurplatte (möglicherweise mit linkssinniger Transformstörung von 4 mm pro Jahr) und im Osten an die Philippinische Platte. Am Grabenbruch zur Okinawaplatte befindet sich der Okinawa-Graben mit seinem Backarc-Becken, dahinter die Ryūkyū-Inseln. Auf der Eurasischen Platte nahe der Plattengrenze verläuft u. a. die durch Kollision der Jangtse- und der Indischen mit der Eurasischen Platte aufgeworfene Longmenshan-Verwerfung, an der sich 2008 das verheerende Erdbeben von Sichuan ereignete.

## Tektonik
Die Klassifikation als eigenständige Platte ist recht neu und basiert auf einer um 13 Millimeter pro Jahr unterschiedlichen Bewegung nach Ostsüdost von Teilen Südostchinas gegenüber der Eurasischen Platte.
Die Jangtseplatte (bzw. der darunterliegende Kraton) ist starr und hebt sich daher von den umliegenden Regionen vor allem durch ihre geringe seismische Aktivität ab: Erhöhte Erdbebengefahr besteht nur entlang der ozeanischen Grenzen, vermutlich nur entlang der divergierenden Grenze zur Okinawaplatte. Das schwerste aufgezeichnete Erdbeben war eines der Magnitude 7,3 im Jahr 1917. Keine der Plattengrenzen ist subduzierend. Vulkanismus gibt es entlang der Jangtseplatte nicht. Die Platte rotiert etwa 1° pro Jahrmillion um einen Eulerpol mit der Pazifischen Platte bei 59° N, 98° O.
Die Jangtseplatte entstand vermutlich im Neoproterozoikum vor ca. 750 Millionen Jahren, als der Superkontinent Rodinia zerbrach. Eine Theorie ist, dass sie aus der Verbindung dreier Bruchschollen, nämlich dem Jangtseblock, dem Unteren Jangtseblock und dem Kathaysienblock entstand. Im Präkambrium war sie wahrscheinlich mit dem Nordchinakraton verbunden, heute trennt sie der paläozoische Qin Ling. Im Silur spaltete sich Südchina vom Kontinent Gondwana ab; als sich der Superkontinent Pangaea formte, bildete es eine eigene Landmasse (eine der Kataisia) vor der Ostküste, die nordwärts driftete. Im Trias verband sich die Jangtseplatte schließlich mit Pangaea durch Kollision mit dem Nordchinakraton, wobei das Sichuan-Becken entstand. Als im Paläogen vor 40 bis 50 Millionen Jahren die Indische Platte mit der Eurasischen Platte kollidierte und den Himalaya formte, entstand an der Grenze der Eurasischen zur Jangtseplatte durch Orogenese das Longmen-Shan-Gebirge.

## Geologie
Die Sedimentdecke der Platte ist im Sichuanbecken und im Yunnan-Guizhou-Plateau mehrere Kilometer dick. Sie besteht aus Sedimenten des Proterozoikums, des Paläozoikums und des Trias (Meeressedimente, Kalkstein, sandiger Ton und Carbonate) und kohlehaltigen, rötlichen Sedimenten kontinentalen Ursprungs aus Perm, Jura und Kreidezeit. Das präkambrische Grundgestein (u. a. Gneis und metamorpher Schiefer) kommt in den Provinzen Hunan und Jiangxi an die Oberfläche. Die gefalteten Böden im östlichen Teil der Platte entstanden während der Kaledonischen Orogenese. In der Kreidezeit wurde die Jangtseplatte durch Faltungen und Überschiebungen recht stark deformiert. Es gibt Vorkommen von Erz (in mesozoischen Graniteinbrüchen im östlichen Teil), Bauxit (Provinz Fujian), Kohle (Provinzen Sichuan und Jiangxi), Öl, Ölschiefer und Salz (Provinz Sichuan) auf der Platte.
Während im nördlichen Teil der Platte nur schwache Deformationen zu sehen sind, gibt es im südlichen Teil viele Faltungen; die allgemeine strukturelle Rigidität (Steifheit) der Platte nimmt somit nach Norden hin zu. Das liegt an dem im Mesoproterozoikum entstandenen Unterschied des kristallinen Grundgebirges der Jangtseplatte.